# اسپورت (گیاه‌شناسی)

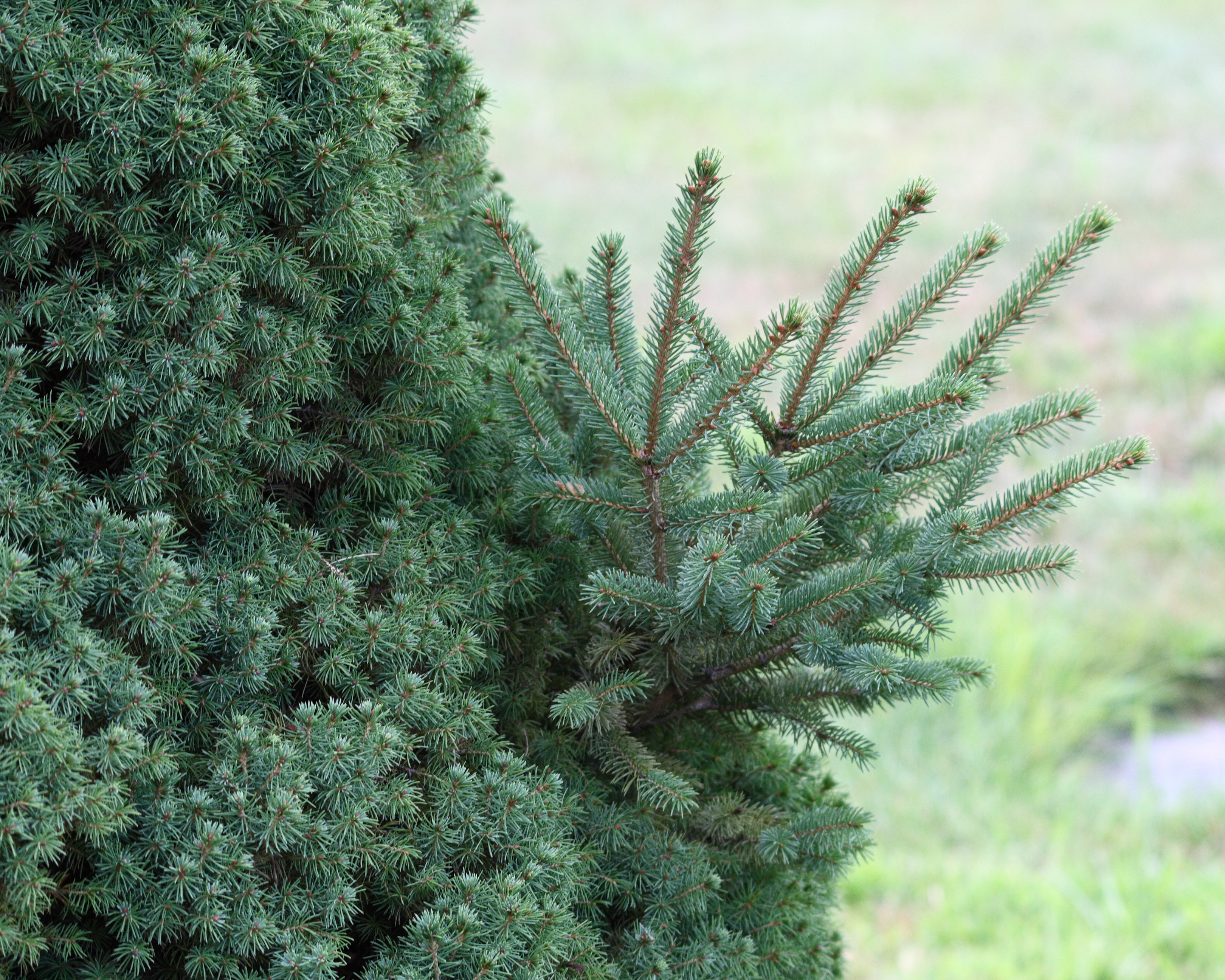

اسپورت یا اسپورت جوانه‌ای در گیاه‌شناسی بخشی از گیاه (معمولاً یک گیاه چوبی، گاهی یک علف) است؛ که از نظر ریخت‌شناسی تفاوت‌هایی بابقیهٔ گیاه دارد. اسپورت‌ها ممکن است از نظر شکل یا رنگ شاخ و برگ، گل یا ساختمان شاخه متفاوت باشند.
اگر تغییراتی که در بخش‌هایی از گیاه ایجاد شده است مفید باشد، اغلب آن را تکثیر می‌کنند تا رقم‌هایی که با درخت والد متفاوت و از نظر ریخت‌شناسی جدید هستند از بین نرود. تغییرات ایجادشده توانایی بازگشت دارند، یعنی آن بخش یا همهٔ گیاه دوباره به شکل اول برمی‌گردد. یک مثال برای اسپورت جوانه‌ای، شلیل بود که از یک هلو به دست آمد. دآنژو قرمز و انگورفرنگی سفید مثال‌های دیگری هستند که میوه، حاصل یک جهش اسپورت است.